# Campeonato europeo de hockey sobre patines masculino de 1926
El I Campeonato europeo de hockey sobre patines masculino de 1926 se celebró en Herne Bay (Inglaterra) del 8 al 14 de abril de 1926. Fue organizado por el Comité Europeo de Hockey sobre Patines. La selección de Inglaterra ganó su primer título.

## Equipos participantes
|            |
| Inglaterra |
| Francia    |
| Alemania   |
| Suiza      |
| Bélgica    |
| Italia     |

## Resultados
|            | Bandera de Inglaterra | Bandera de Francia | Bandera de Suiza | Bandera de Alemania | Bandera de Italia | Bandera de Bélgica |
| ---------- | --------------------- | ------------------ | ---------------- | ------------------- | ----------------- | ------------------ |
| Inglaterra |                       |                    |                  |                     |                   |                    |
| Francia    | 2-2                   |                    |                  |                     |                   |                    |
| Suiza      | 0-8                   | 2-3                |                  |                     |                   |                    |
| Alemania   | 2-9                   | 2-2                | 1-1              |                     |                   |                    |
| Italia     | 0-14                  | 0-4                | 0-7              | 1-6                 |                   |                    |
| Bélgica    | 0-13                  | 2-7                | 1-2              | 1-4                 | 3-1               |                    |

## Clasificación
| Equipo     | Pts | PJ | PG | PE | PP | GF | GC | DG  |
| ---------- | --- | -- | -- | -- | -- | -- | -- | --- |
| Inglaterra | 9   | 5  | 4  | 1  | 0  | 46 | 4  | +42 |
| Francia    | 8   | 5  | 3  | 2  | 0  | 18 | 8  | +10 |
| Alemania   | 6   | 5  | 2  | 2  | 1  | 15 | 14 | +1  |
| Suiza      | 5   | 5  | 2  | 1  | 2  | 12 | 13 | -1  |
| Bélgica    | 2   | 5  | 1  | 0  | 4  | 7  | 27 | -20 |
| Italia     | 0   | 5  | 0  | 0  | 5  | 2  | 34 | -32 |